# Научно-исследовательский институт прикладной химии
АО ФНПЦ НИИ прикладной химии (Акционерное общество «Федеральный научно-производственный центр научно-исследовательский институт прикладной химии») — научно-исследовательский институт, занимающийся научно-исследовательской и опытно-конструкторской деятельностью в сфере пиротехнических средств. Реорганизован из завода № 862 во исполнение распоряжения Совета Народных Комиссаров СССР приказом НКБ СССР от 23 августа 1945 года. Находится в городе Сергиевом Посаде.
Из-за вторжения России на Украину институт находится под международными санкциями Евросоюза, США и других стран

## История института
Учитывая большую роль пиротехнических средств при подготовке и проведении боевых операций и необходимость дальнейшего их совершенствования и развития, во исполнение распоряжения Совета Народных Комиссаров СССР Приказом НКБ СССР от 23.04.1945 года Особый завод № 862 реорганизуется в Научно- исследовательский институт-НИИ-862 с подчинением 6-му ГУ НКБ СССР. Директором института назначается прежний директор Особого завода А. П. Андрощук, главным инженером — А. И. Флегонтов. 23 апреля 1945 года является официальный датой создания института.
Преобразование Особого завода № 862 в Научно-исследовательский институт во многом было обусловлено результатами, полученными Особым бюро завода уже в начальный период выполнения работ, когда тематика работ определялась требованиями фронта. Создание специализированного научно-исследовательского института потребовало значительного расширения объёма работ, повышения уровня научно-исследовательских разработок и решения проблемных научно-технических вопросов.

### 1945—1947
Основной задачей института на 1945 год и первые послевоенные годы являлось создание новых более совершенных пиротехнических средств, отвечающих требованиям, которые выявились в ходе Великой Отечественной войны и второй мировой войны в целом. В соответствии с задачами, поставленными руководством НКБ, а затем Министерством сельхозмашиностроения, в подчинение которого был передан институт в 1946 году, работы в 1945—1947 годах проводились в направлениях совершенствования и разработки новых пиротехнических средств для сигнализации на большие расстояния и аэрофотосъемки, сигнальных и осветительных средств ближнего действия, дымовых маскирующих средств, учебных и имитационных изделий, механизации технологических процессов.

### с 1949
С 1949 года в институте, в отличие от прошлых лет, в общем объёме работ значительно возрос удельный вес разработок составов по созданию зарядов для снаряжения крупногабаритных изделий (специальных снарядов и авиабомб).
В соответствии с Приказом МСХМ СССР от 11 февраля 1949 года, в институте создается технологический отдел для разработки и внедрения на пиротехнических заводах передовой технологии, средств механизации и автоматизации технологических процессов. Начальником отдела был назначен И. А. Челноков.
Создание в институте современных по тому времени методической, производственной и испытательной баз, укомплектование коллективов высококвалифицированными кадрами позволили институту в короткие сроки выполнить большой объём научно-исследовательских и опытно-конструкторских работ. Так за период с 1945 по 1950 год было выполнено 250 НИР и ОКР, в результате выполнения которых Министерство обороны получило новые более эффективные пиротехнические средства, а промышленность- заказы на их изготовление.

### 1950-е
Научно-исследовательские и опытно-конструкторские работы по заказам МО СССР в 1950- годы были направлены на совершенствование и создание новых сигнальных, целеуказательных, осветительных, фотоосветительных, трассирующих и учебно-имитационных средств.

### 1960-е
К началу 1960-х годов в институте были разработаны и освоены в серийном производстве новые виды снаряжения для боеприпасов, разработанных ГСКБ-47 и НИИ-24, и новые изделия, а именно: факелы для осветительных авиабомб, артиллерийских снарядов и мин; снаряжение для фотоосветительных авиабомб; трассёры для артиллерийских снарядов, ракет и самолётов-мишеней; ручные реактивные сигнальные и осветительные патроны и др.

### Освоение гражданской продукции
В этот же период институтом разрабатываются первые промышленные образцы гражданской пиротехнической продукции: парковые фейерверочные изделия; пестицидные дымовые шашки; осадковызывающие составы, которые явились основой для развития в институте в дальнейшем целого направления по созданию противоградовых пиротехнических изделий и средств искусственного вызывания осадков для тушения лесных пожаров и осаждения туманов на взлетно-посадочных полосах аэродромов.
В целом послевоенный период с 1945 по 1960 год можно охарактеризовать как период широкомасштабных разработок, направленных на совершенствование и создание новых пиротехнических средств с целью перевооружения Советской Армии и Военно-Морского Флота более эффективными боеприпасами, а также на создание и техническое оснащение производственной базы института и серийных заводов отрасли.

### 1964 — новые назначения
В 1964 году директором института назначается Николай Александрович Силин, заместителем директора -Евгений Сумбатович Шахиджанов, заместителем директора по ОКР — Пётр Васильевич Коваленко, главным инженером — Евгений Сергеевич Берендаков.
В 1965 году полностью заканчивается модернизация существующих и вводятся в эксплуатацию новые испытательные стенды в институте и на территории полигона, на которых проводятся испытания изделий традиционной пиротехники, а также воспламенителей, зарядов твердого топлива, средств пироавтоматики.

### 1960-80-е
В период с 1960 по 1980 годы конструкторскими службами института для опытного производства и серийных заводов было разработано современное технологическое оборудование для всех основных фаз изготовления пиротехнических средств: измельчения материалов, сушки компонентов и составов, усреднения металлических порошков, приготовления составов и высокочувствительных к внешним воздействиям смесей. В этот же период ускоренными темпами развивались все основные технические направления.

### 1980-е
В 1980-е годы работы в институте проводились по следующим основным научно-техническим направлениям: осветительные и фотоосветительные составы и средства; сигнальные и фейерверочные составы и изделия; аэрозолеобразующие составы и средства; составы и средства активного воздействия на атмосферные явления; научно-методическое обеспечение разработок и испытаний пиротехнических средств; разработка и автоматизация технологических процессов; создание нестандартного технологического оборудования; обеспечение безопасных условий труда.
В конце 80-х годов в связи с уменьшением заказа по оборонной тематике в институте были развернуты интенсивные работы по созданию пиротехнической гражданской продукции и товаров народного потребления.

### 1990-е
В 1990-х годах была разработана и освоена в производстве широкая номенклатура средств развлекательной пиротехники: настольные и концертные искристые фонтаны, малогабаритные ракеты и салюты, восходящие искристые динамические игрушки-«бабочки», безопасные звуковые петарды, огненные колеса, бенгальские свечи, хлопушки и др.

### Назначение Н. М. Варёных
С 1996 г. по настоящее время НИИ прикладной химии возглавляет Н. М. Варёных — профессор, кандидат технических наук, академик Российской академии космонавтики, член-корреспондент Российской академии ракетных и артиллерийских наук, лауреат Государственных премий СССР и Российской Федерации.
Постановлением Правительства Российской Федерации от 27.12.1997 г. № 1632 институту присвоен статус Федерального научно-производственного центра как предприятию, являющемуся одним из основных разработчиков и изготовителей важнейших видов вооружения, а также комплектующих изделий к ним.
Распоряжениями Правительства Российской Федерации от 29.01.2001 г. № 750-Р и от 10.02.2004 г. № 188-Р этот статус институту был подтвержден.

### Общий итог
За прошедшие 65 лет институт превратился в головное системообразующее предприятие России в области разработки, производства и утилизации пиротехнической продукции военного и гражданского назначения. Ориентация на расширение номенклатуры гражданской пиротехники обеспечила устойчивое положение института в сложных экономических условиях ограниченного бюджетного финансирования и способствовала созданию научно-технического задела по развитию целого ряда перспективных направлений военной и гражданской пиротехники.

### Успехи последних 10 лет
За последние 10 лет институтом выполнено более 900 НИОКР, направленных на повышение эффективности существующих и вновь создаваемых пиротехнических боеприпасов нового поколения.
Одновременно произведено техническое перевооружение научно-исследовательской, опытно-конструкторской, испытательной базы и опытного производства, внедрено 7 прогрессивных высокопроизводительных технологий.

## Основные разработки института

### Оса
Комплекс «Оса» — это многофункциональная система гражданского оружия нелетального действия, предназначенная для активной самообороны, подачи сигналов и освещения местности. Комплекс состоит из бесствольного пистолета ПБ различных модификаций (2-4 патронные, лазерный целевой указатель, электронная система воспламенения капсюля) и специальных боеприпасов.

### Пламя
Пламя — стационарная светозвуковая граната, предназначенная для временного подавления психоволевой устойчивости вооружённого преступника. Изделие состоит из корпуса, заполненного свето-звуковым составом, и воспламенительного устройства. При подаче электрического тока на контакты воспламенительного устройства происходит срабатывание свето-звукового состава.

## Интересные факты
- На разработанные институтом составы, изделия, приборы, технологии и нестандартное оборудование было получено более 1550 авторских свидетельств на изобретение СССР.
- Разработки института отмечены 328-ю наградами ВДНХ.
- Номенклатура разработанных, принятых на вооружение и освоенных в производстве с 1945 года специальных пиротехнических средств, предназначенных для оснащения всех родов войск, превышает 550 наименований, в том числе более 200 пиротехнических изделий(воспламенители, заряды твёрдого топлива, средства пироавтоматики) используется в ракетных, ракетно-космических и артиллерийских системах.